# Il pensatore
Il pensatore (in francese: Le Penseur) è una celebre scultura bronzea dell'artista francese Auguste Rodin conservata nel museo che porta il nome del suo creatore, a Parigi. Rappresenta un uomo intento a una profonda meditazione. È talvolta utilizzata per raffigurare la filosofia, o anche la comunicazione intrapersonale.

## Storia e descrizione

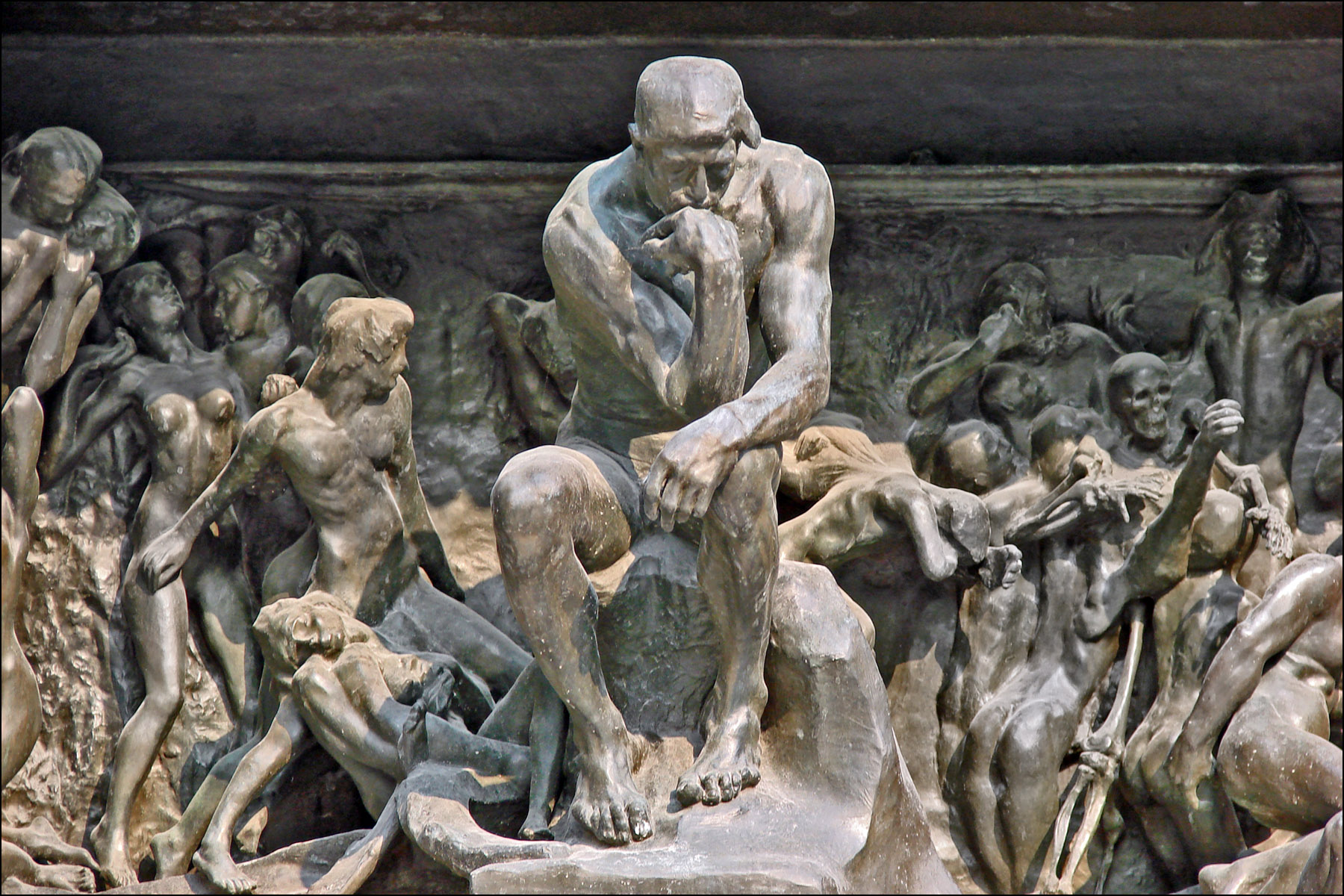
Il pensatore ne La porta dell'inferno, Museo Rodin, Parigi

Inizialmente chiamata Il poeta, la statua faceva parte di una porta monumentale in bronzo commissionata a Rodin come porta d'ingresso di un progettato Musée des Arts Décoratifs a Parigi che in realtà non sarà mai realizzato. Rodin decise di raffigurare un tema a lui caro, l'universo dantesco della Divina Commedia in quanto opera ricchissima di spunti romantici e drammatici, e che oltretutto Rodin conosceva molto bene fin dai tempi della Petite École. Ogni figura da lui ideata rappresentava uno dei personaggi principali del poema. Il pensatore doveva raffigurare Dante davanti alle porte dell'Inferno, mentre medita sul suo grande poema.
La statua è nuda, poiché Rodin voleva una figura eroica di stampo michelangiolesco, per rappresentare insieme intelletto e poesia. Non è difficile infatti ravvisare ne Il pensatore la splendida figura del Pensieroso, scolpita da Michelangelo per la Tomba di Lorenzo de' Medici duca di Urbino, posta nella Sagrestia Nuova della basilica di San Lorenzo a Firenze.
Sappiamo che Rodin aveva pensato di inserire nella porta la figura di Dante senza Virgilio, sua guida. Posto in cima a una roccia, al centro del timpano, in solitaria meditazione, Dante guarda in basso verso il tragico, terribile mondo dei dannati. 
Nel giro di pochi anni però, la figura si "stacca" dall'opera — che resterà incompiuta — e si trasforma assumendo una nuova immagine e portata simbolica più universale: da Dante si trasforma in un Pensatore moderno, il simbolo dell'essere umano nudo, che medita sul suo destino e prende matura consapevolezza dei dolori che lo attendono.
Rodin eseguì una prima versione dell'opera in gesso attorno al 1880. Il primo bronzo monumentale fu fuso nel 1902, ma non venne presentato al pubblico prima del 1904. Divenne proprietà della città di Parigi, grazie a una sottoscrizione organizzata dagli ammiratori dello scultore, e fu collocato di fronte al Panthéon nel 1906. Nel 1922, tuttavia, fu trasferito all'Hôtel Biron, trasformato nel Musée Rodin.
Più di ogni altra scultura di Rodin, Il pensatore è entrato nell'immaginario collettivo, come icona dell'attività intellettuale; di conseguenza è stato oggetto di usi satirici senza fine, ancora quando Rodin era in vita. Armand Hammer, ad esempio, riporta che, incontrando Lenin faccia a faccia nel 1912, donò al leader bolscevico una piccola scultura raffigurante uno scimpanzé nella posa del pensatore, meditante sopra un teschio umano, ad indicare le tendenze darwiniste del pensiero di Lenin. Tale Icona universale è citata da Francesco Flora ne La poesia ermetica dove il personaggio non viene identificato con un filosofo bensì con «gagliardo scaricatore di porto, al quale i pensieri arrivano dalla gru più pesanti dei carichi di carbone». A differenza di Michelangelo che chiese al suo Mosè perché mai non parlasse, Rodin al suo Pensatore avrebbe chiesto perché mai faticasse così tanto, «e l'argilla, avvivatasi in un lampo», rispose: «Perché non capisco nulla».
Rodin amava quest'opera in modo particolare (opera che tra l'altro lo rese definitivamente famoso) tanto da desiderarne una versione posta sulla sua tomba di Meudon.

## Copie successive
Esistono più di venti originali multipli della scultura distribuiti nei musei di tutto il mondo. Alcune di queste fusioni sono versioni ingrandite dell'originale, o sculture in altra scala.
Versioni principali

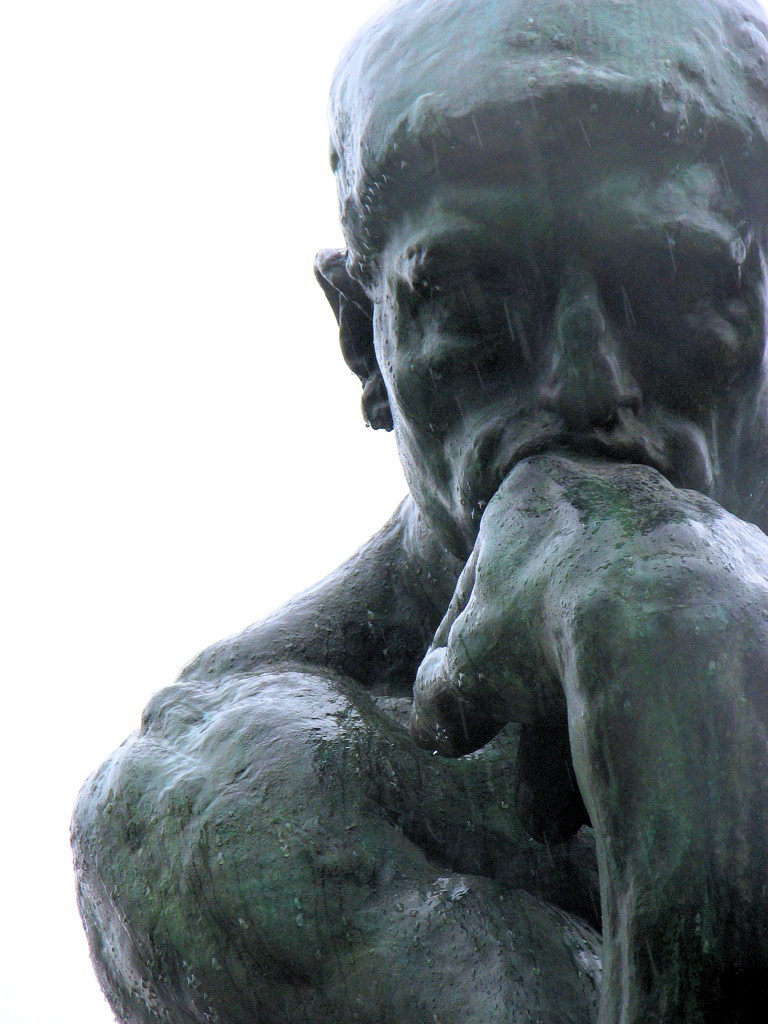
Dettaglio

- Musée Rodin in Francia (originale)
- Saint-Paul-de-Vence, Francia
- Galleria internazionale d'arte moderna di Venezia
- Museum of Art di Baltimora
- Cleveland Museum of Art
- Columbia University, a New York
- Institute of Arts di Detroit
- Cimitero di Laeken, vicino a Bruxelles
- Nelson-Atkins Museum of Art a Kansas City
- Museo nazionale d'arte occidentale di Tokyo
- Museo Sakıp Sabancı a Istanbul
- University of Louisville
- Rodin Museum di Filadelfia, Pennsylvania
- California Palace of the Legion of Honor, San Francisco
- Stanford University, Stanford, California
- Norton Simon Museum, Pasadena, California
- Museo Soumaya, Città del Messico
- Museo Singer Laren, Laren, Paesi Bassi
- Ny Carlsberg Glyptotek a Copenaghen, Danimarca
- Buenos Aires, Argentina di fronte al Parlamento
- Tel Aviv, Israele nell'atrio della RAD Data Communications
- Nasjonalgalleriet a Oslo, Norvegia
- Monumento a Dante, a Trento (citazione)
- Collezione d'arte religiosa moderna nei Musei Vaticani,  a Roma
- Fondazione Gianadda, Martigny
- Cimitero monumentale di Verona, autore Eugenio Prati 1925